# Start-stop rendszer

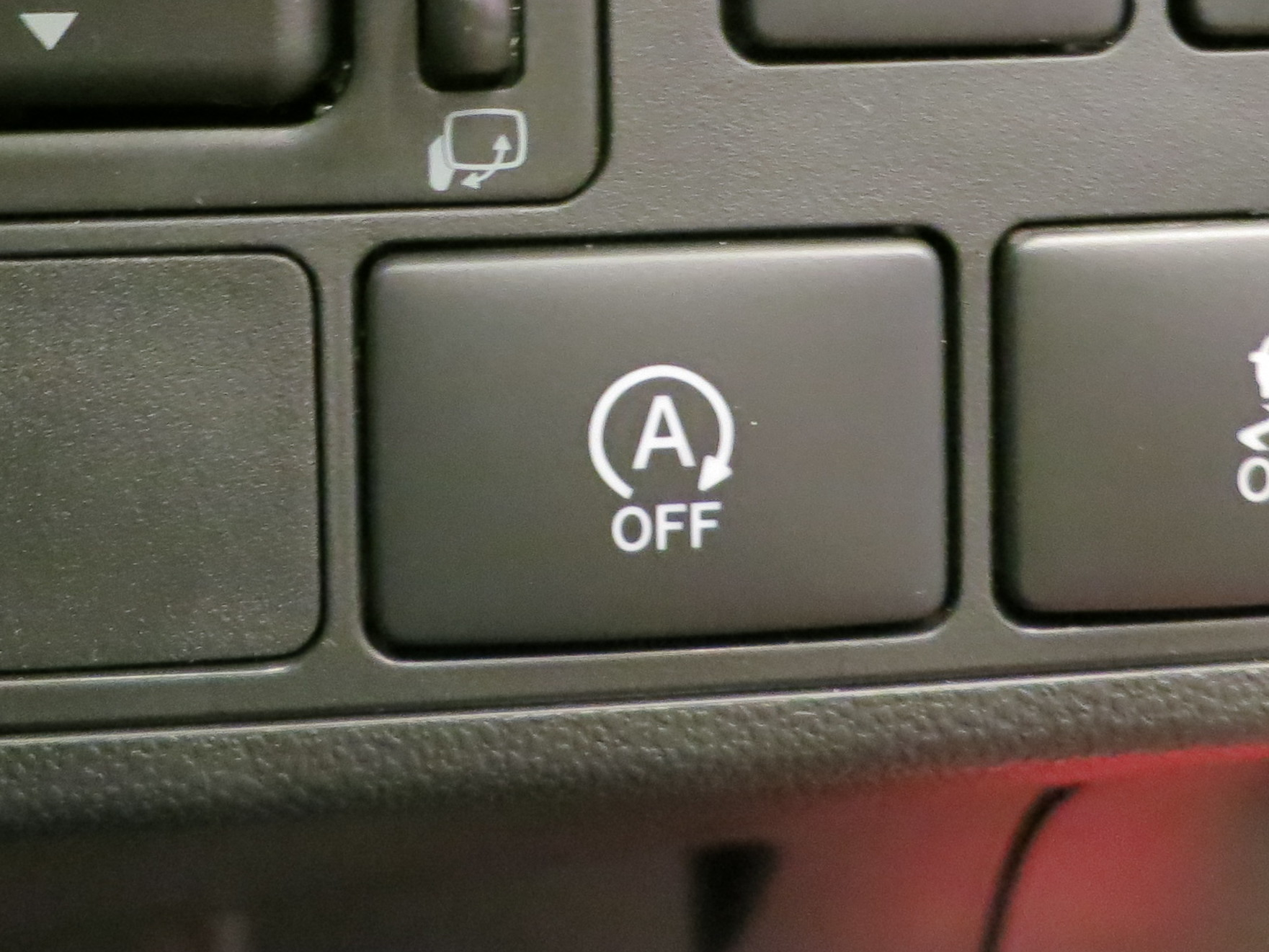
Start-stop rendszer kikapcsoló gombja

A start-stop rendszer egy olyan fejlett technológia, amely automatikusan leállítja, majd újraindítja a gépjárművek belső égésű motorját az üresjárat idejének csökkentése érdekében, ezzel mérsékelve az üzemanyag-felhasználást és a károsanyag-kibocsátást. Különösen előnyös forgalmi lámpáknál vagy dugókban történő várakozáskor. A rendszer eredetileg hibrid autókban jelent meg, de napjainkban már elterjedt a csak belső égésű motorral szerelt járművek körében is, beleértve a modern benzin- és dízelmotoros gépjárműveket.
Kézi váltóval szerelt autók esetén a rendszer működése a következő: amikor a jármű teljesen megáll, a kuplungpedál lenyomása és a váltó üresbe helyezése után a kuplungpedál felengedése leállítja a motort. Mozgás közben ezek a lépések nem eredményeznek motorleállást. A motor automatikusan újraindul, amikor a kuplungpedált ismét lenyomjuk, mielőtt sebességfokozatot választanánk. A rendszer akkor is újraindíthatja a motort, ha például az elektromos fogyasztók többletenergiát igényelnek, vagy ha a környezeti hőmérséklet túl alacsony, és a motor már nem éri el az ideális üzemi hőmérsékletet. Ilyen esetekben előfordulhat, hogy a motor le sem áll.
Mivel a motorhoz kapcsolódó kiegészítők – mint a kompresszor vagy a vízpumpa – gyakran hosszbordás szíjjal működnek, ezeket a rendszereket áttervezik, hogy a motor leállása alatt is megfelelően ellássák feladatukat. Sok esetben elektromos meghajtású segédberendezéseket alkalmaznak, hogy a vezető kényelmét és a jármű működőképességét a motor állása alatt is biztosítani lehessen.
A start-stop rendszer csak egy a számos üzemanyag-takarékos és környezetkímélő technológia közül – például a hatékonyabb légkondicionáló rendszerek, az állítható hűtőtakarók és aerodinamikai fejlesztések is hozzájárulnak ahhoz, hogy az Egyesült Államokban a 2025-re tervezett gallononkénti 54,5 mérföldes átlagfogyasztási cél elérhető legyen.

## Működése
A start-stop rendszer működésének lényege, hogy amikor a jármű teljesen megáll, és a sebességváltó üres állásban van, a motor automatikusan leáll, csökkentve ezzel a felesleges üzemanyag-fogyasztást. Az újraindítás általában a kuplung pedál lenyomásával történik, de a rendszer típusától és járműtől függően más vezérlési logika is lehetséges.
Automata váltós gépjárművek esetén a start-stop rendszer szintén alkalmazható. Ilyen esetben a motor újraindítását általában a fékpedál elengedése, egy speciális gomb, vagy a váltókar mozgatása váltja ki.
A hibrid autókban a start-stop funkció a fejlettebb elektromos vezérlésnek köszönhetően teljesen automatikusan működik, ahol a rendszer a motor leállítását és indítását a fordulatszám, teljesítményigény, akkumulátor töltöttség és más paraméterek alapján szabályozza. Ez a megoldás jóval összetettebb, mint a hagyományos start-stop rendszereké.
Átlagosan a start-stop rendszerrel ellátott járművek akár 10%-os üzemanyag-megtakarítást is elérhetnek, különösen városi forgalomban, ahol gyakori a megállás és újraindulás.
A legújabb fejlesztések során a start-stop rendszereket további energiatakarékos technológiákkal egészítik ki, mint például a fékezési energia visszanyerése, amely lehetővé teszi, hogy a fékezéskor keletkező energiát eltárolják és felhasználják a motor újraindításához, így tovább csökkentve az energiafelhasználást.

#### I-Eloop rendszer
Ezt a fejlett rendszert a Mazda fejlesztette ki, először az új Mazda 6 modelleken alkalmazva. Az I-Eloop az első olyan megoldás volt, amely kondenzátorok segítségével tárolta el a fékezéskor visszanyert energiát. Ezek a kondenzátorok gyorsan feltölthetők, és a bennük tárolt energia támogatja a jármű elektromos rendszereit, így az akkumulátort kevésbé terheli, és a generátornak sem kell annyi plusz áramot termelnie.

#### I-Stop rendszer
A Mazda által kifejlesztett I-Stop rendszert először a Mazda 3 és a Mazda 5 modellek benzines változatainál alkalmazták 2009-ben. Azóta a Mazda CX-5 modellekben is alapfelszereltség. Az I-Stop az indítómotor egyik dugattyúját egy adott pozícióban állítja meg, így elég a levegő-benzin elegyet begyújtani ahhoz, hogy a motor azonnal újrainduljon, ezáltal gyorsabb és zökkenőmentesebb az indítás.

#### Története
A City-matic rendszerrel felszerelt Fiat Regata ES és a Volkswagen Polo "Formel E" voltak a legkorábbi, start-stop rendszerrel ellátott modellek között.
A Polo esetében egy kezdetleges rendszer működött, amely még nem alkalmazott nagyobb indítómotort vagy speciális beállításokat, és csak bizonyos idő elteltével állította le a motort. Ez a megoldás kevésbé volt hatékony, mivel az indítás energia- és üzemanyagigénye magasabb volt, így a megtakarítás csekélyebb. Az idők során a motorok és a start-stop rendszerek továbbfejlesztése révén egyre gazdaságosabbá vált a technológia alkalmazása. A korai rendszerek miatt alakult ki az a tévhit, hogy a start-stop rendszer károsítja a motort, vagy több üzemanyagot fogyaszt, mint amennyit megtakarít. A modern start-stop rendszerekben azonban már néhány másodperces motorleállás is jelentős üzemanyag-megtakarítást eredményezhet.
A jövőben további fejlesztésekkel egészíthetik ki a rendszert. A Bosch által fejlesztett változat például a hibrid autókéhoz hasonló működést kínál, amely terhelésmentes időszakokban – például fékezéskor vagy lejtmenetben – automatikusan leállítja a motort, és akár 30%-os üzemanyag-megtakarítás is elérhető lehet a legújabb statisztikák alapján.